# Mathias Föhrenbach
Mathias Föhrenbach (* 16. April 1766 in Siegelau; † 21. Oktober 1841 in Freiburg im Breisgau) war ein badischer Jurist und Politiker.

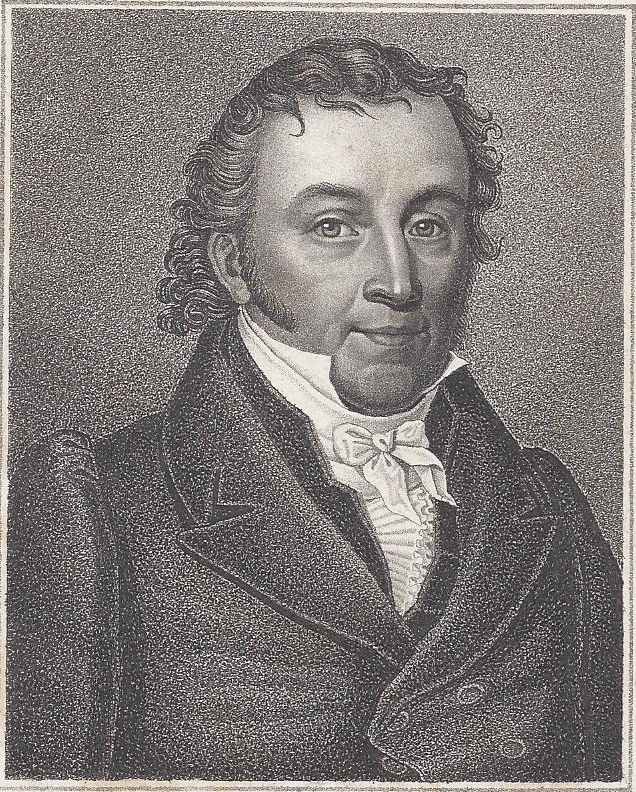
Mathias Föhrenbach

## Herkunft
Mathias Föhrenbach wurde 1766 als Sohn des gleichnamigen Landwirtes Mathias Föhrenbach in Siegelau bei Emmendingen geboren.

## Ausbildung
Aufgrund seiner Begabung wurde Mathias Föhrenbach in den Klosterschulen von Tennenbach und Villingen unterrichtet. Im Anschluss studierte er von 1788 bis 1792 Rechtswissenschaften an der Albert-Ludwigs-Universität in Freiburg im Breisgau. Zusammen mit seinem Kommilitonen Karl von Rotteck gehörte er zum engeren Kreis um Johann Georg Jacobi.

## Laufbahn
Mathias Föhrenbachs Laufbahn begann als Syndicus der vorderösterreichischen Stadt Waldshut. Dabei tat er sich besonders bei den Durchzügen der französischen Truppen in den Koalitionskriegen hervor und erhielt dafür das Bürgerrecht der Stadt. 1803 nach dem Übergang des Breisgaues an den Fürsten von Modena bis 1806 wirkte Mathias Föhrenbach als erzherzoglich österreichischer Rechten-Rat in Freiburg. 1806 wurde er nach dem Übergang an Baden als kurfürstlich badischer Justizrat übernommen und versah dann das Amt eines Oberamtmannes des Kreises Säckingen, Laufenburg und Schönau. 1819 wurde Mathias Föhrenbach als Oberhofgerichtsrat nach Mannheim berufen. 1822 bis 1823 und noch einmal 1831 war Mathias Föhrenbach Präsident der Zweiten Kammer der Badischen Ständeversammlung. Nach seiner Zurruhesetzung 1835 verbrachte Mathias Föhrenbach seinen Lebensabend in Freiburg, wo er 1841 verstarb.

## Ehrungen
Seit den 1960er Jahren findet sich in der Rathaus-Tordurchfahrt von Laufenburg eine Bronzetafel, worauf Matthias [sic] Föhrenbach als „Erster Ehrenbürger der Stadt Laufenburg“ bezeichnet wird. Damit ist offenbar nicht der Ehrentitel nach der heute gültigen Gemeindeordnung gemeint (die offizielle Zählung beginnt hier 1921 mit Mary Codman). Vielmehr ist es „nur“ das Bürgerrecht der  rechtsrheinischen damaligen Kleinstadt Laufenburg; gleichzeitig (1802) wurde ihm eine Wohnung in der Mühle am Andelsbach bei Müller Josef Probst zur Verfügung gestellt. Dies alles, um seinem Auftreten in der Stadt besonderes Gewicht zu verleihen. Der weitere Inhalt der Tafel besagt, dass es ihm nach der Stadt-Trennung durch Napoleon 1801 als Waldshuter Stadtsyndikus und späteren Amtmann gelang, Klein-Laufenburg zu einer selbständigen und lebensfähigen Gemeinde zu machen. 
Von Freiburg aus nahm er als Laufenburger Bürger 1904 brieflich an der Wahl des 1. Ordentlichen Magistrats teil.
Abschließend steht auf der Tafel zu lesen, dass ihn Großherzog Leopold mit dem Orden vom Zähringer Löwen (1833; Ritter, mit goldenem Brustkreuz) ausgezeichnet hat.

## Familie
Mathias Föhrenbach war seit 1797 mit Nannette Brogli aus Waldshut verheiratet. Auf Empfehlung seines Freundes Philipp Jakob Nabholz ließ er seine beiden Söhne bei Pestalozzi  in Yverdon erziehen. Der Sohn Anton Föhrenbach starb 1871 als Oberingenieur in Offenburg. Der Sohn August Föhrenbach starb 1872 als geheimer Regierungsrat a. D. in Freiburg. Dessen Sohn Adolf Föhrenbach ging ebenfalls als Jurist in die badische Landesverwaltung.